# Rafael Manzano Bazán
Rafael Manzano Bazán (Cádiz, España, 1868-1931) fue un industrial español. En su juventud colaboró en la construcción del submarino Peral en el Arsenal de la Carraca, aportó soluciones técnicas para la flotabilidad del invento y participó activamente en la primera prueba de inmersión junto a Isaac Peral. Creó en 1905 la empresa “Fundición de Rafael Manzano, El Sur de Cádiz”, en el Campo del Sur gaditano. En ella se realizaron piezas de todo tipo, como estructuras para edificios, mobiliario urbano o boyas para transatlánticos. En los talleres de Manzano también tuvo lugar una notable construcción naval. 
Es destacable la construcción del vapor Covadonga, carguero que fue realizado en la trasera de la Catedral, en el Campo del Sur gaditano, y tuvo que ser trasladado sobre ruedas por las calles de la ciudad hasta el muelle de Moret, pasando en frente del Ayuntamiento (Plaza de San Juan de Dios), y por la calle Isaac Peral, hoy Avda. Ramón de Carranza. Este hecho, forzado por el cierre del astillero gaditano en 1904, llamó la atención de la prensa nacional, que dedicó portadas a la iniciativa como símbolo de audacia y resistencia frente a la crisis económica y política que sufría España a comienzos de siglo XX. 
En 1925 su fundición realizó la estructura del Edificio de Correos y Telégrafos de Cádiz. En 1947 la empresa creada por Manzano pasó a denominarse Talleres Vigorito y siguió funcionando hasta 1980, fecha en la que se descubrió bajo sus cimientos el Teatro Romano de Cádiz.
Su nieto es el prestigioso arquitecto Rafael Manzano Martos.